# Grande puissance

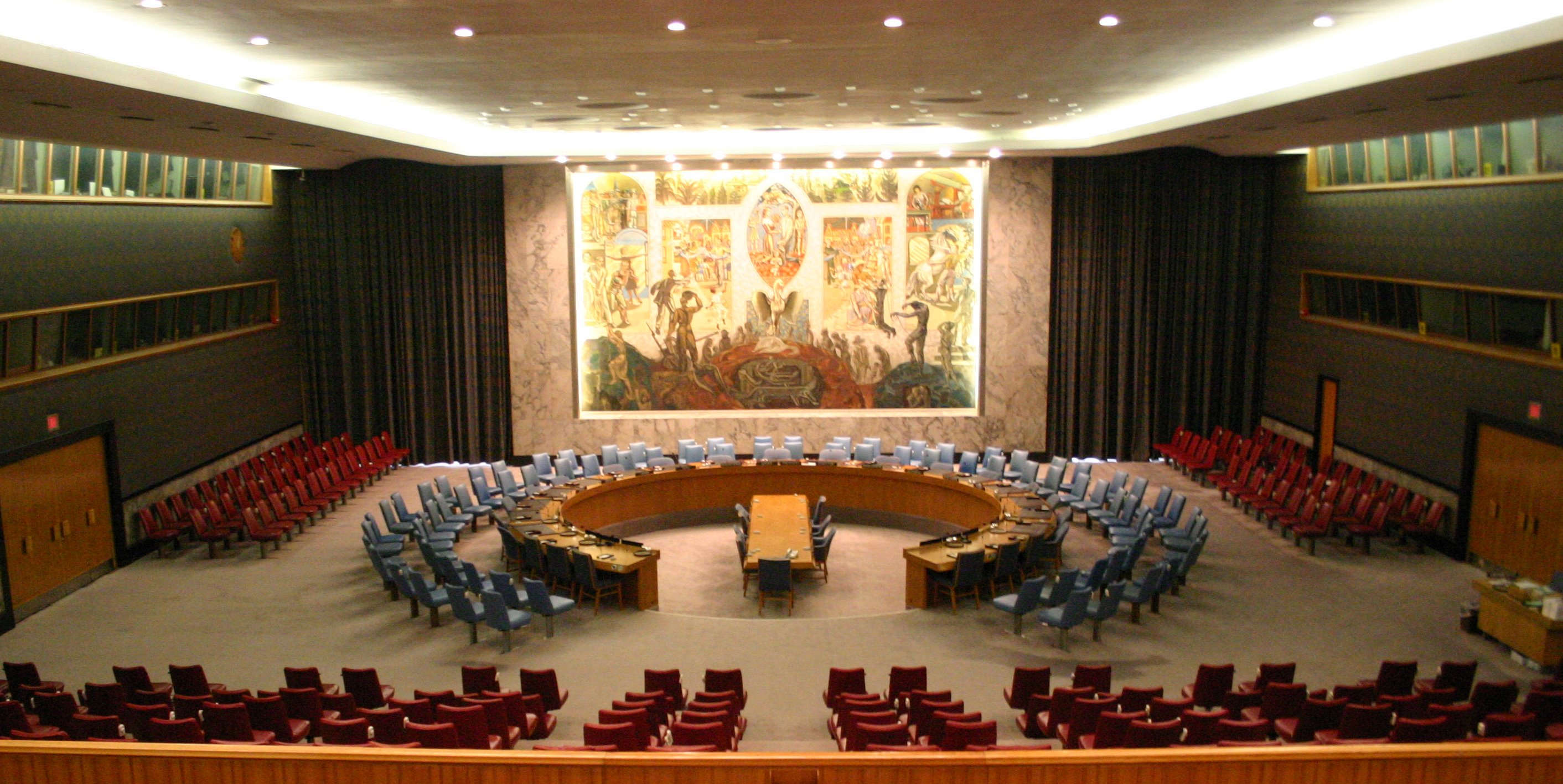
Les grandes puissances sont reconnues dans une structure internationale telle que le Conseil de sécurité des Nations unies.

Le terme grande puissance est généralement attribué aux pays qui, au travers de leur économie, leur politique étrangère et leur force militaire, ont un rayonnement et une influence au niveau mondial. Les décisions prises par les grandes puissances ont souvent un impact sur les autres nations qui les prennent en compte pour leur propre politique, décisions militaires ou diplomatiques. De manière générale, les grandes puissances ont la capacité d'intervenir tout autour du monde. Leur soft power, bien que moins rayonnant que celui d'une superpuissance, reste suffisant pour briller au niveau planétaire.
Avant l'Éclatement de l'URSS, ce pays était une superpuissance avec les États-Unis. Depuis, les États-Unis sont la seule superpuissance. Aujourd'hui, les superpuissances potentielles sont la Chine, l'Inde et la Russie. Les grandes puissances sont le Japon, l'Allemagne, le Royaume-Uni, la France et l'Italie. Au Moyen-Orient les principales puissances sont Israël, les Émirats arabes unis, la Turquie, l’Arabie saoudite, l’Iran et le Qatar.

## Critères
Il n'existe pas de « liste officielle » des grandes puissances. On peut néanmoins souligner quelques critères :
- capacité à contribuer à l'ordre mondial ;
- cohésion interne permettant une efficacité étatique ;
- puissance économique majeure avec un haut niveau économique ou un grand marché intérieur ;
- puissance militaire majeure, avec la possibilité de rivaliser avec d'autres puissances dans une guerre conventionnelle.

## Grandes puissances dans l'histoire
| 1815        | 1878             | 1900             | 1919        | 1939             | 1945             | 2000        |
| ----------- | ---------------- | ---------------- | ----------- | ---------------- | ---------------- | ----------- |
| Prusse      | Allemagne        | Allemagne        |             | Allemagne        |                  | Allemagne   |
| Autriche    | Autriche-Hongrie | Autriche-Hongrie |             |                  |                  |             |
|             |                  |                  |             |                  | Chine            | Chine       |
|             |                  | États-Unis       | États-Unis  | États-Unis       | États-Unis       | États-Unis  |
|             |                  |                  |             |                  |                  | Inde        |
| France      | France           | France           | France      | France           | France           | France      |
|             | Italie           | Italie           | Italie      | Italie           |                  | Italie      |
|             |                  | Japon            | Japon       | Japon            |                  | Japon       |
| Royaume-Uni | Royaume-Uni      | Royaume-Uni      | Royaume-Uni | Royaume-Uni      | Royaume-Uni      | Royaume-Uni |
| Russie      | Russie           | Russie           |             | Union soviétique | Union soviétique | Russie      |